# Koombooloomba Dam
Koombooloomba Dam är en dammbyggnad i Australien. Den ligger i kommunen Tablelands och delstaten Queensland, omkring 1 300 kilometer nordväst om delstatshuvudstaden Brisbane. Koombooloomba Dam ligger 752 meter över havet.
Trakten runt Koombooloomba Dam är nära nog obefolkad, med mindre än två invånare per kvadratkilometer.. Det finns inga samhällen i närheten.
I omgivningarna runt Koombooloomba Dam växer i huvudsak städsegrön lövskog. Genomsnittlig årsnederbörd är 1 894 millimeter. Den regnigaste månaden är mars, med i genomsnitt 420 mm nederbörd, och den torraste är oktober, med 28 mm nederbörd.